# Bahnhof Wittenberge

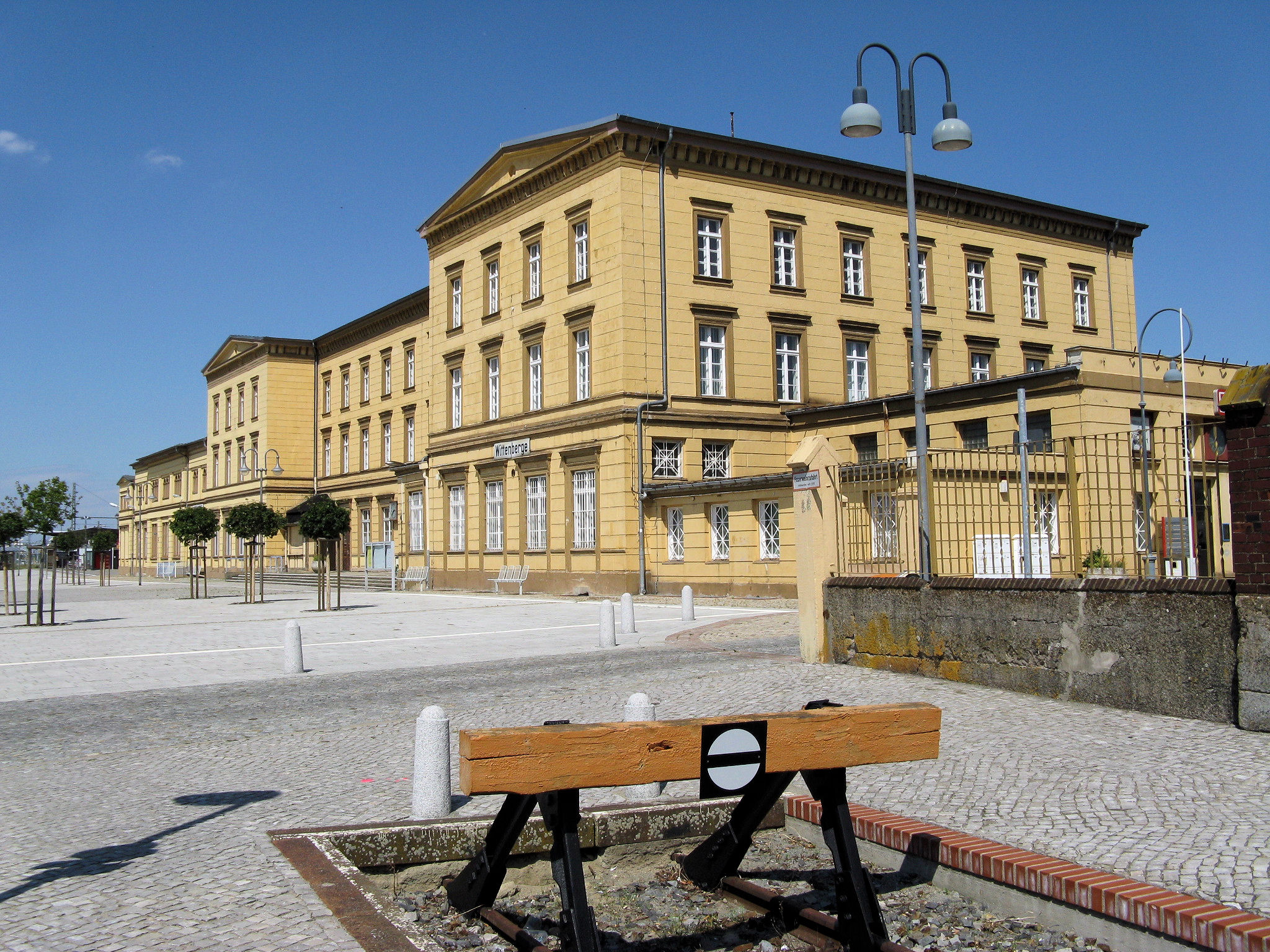
Gleisende mit Prellbock auf der Westseite des Bahnhofs, Juli 2009

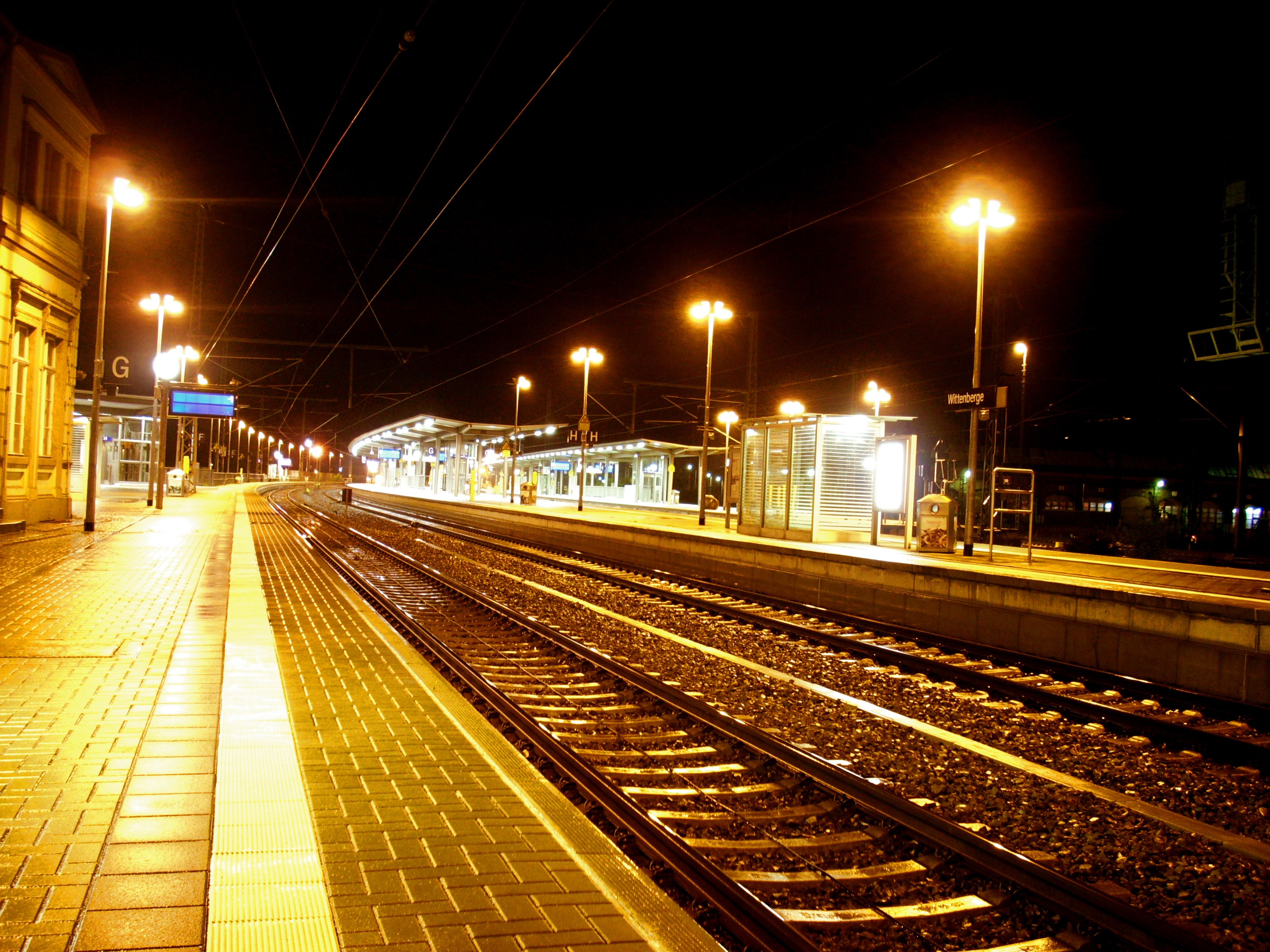
Berliner Seite nach dem Umbau des Bahnhofs

Der Bahnhof Wittenberge der brandenburgischen Stadt Wittenberge liegt fast genau in der Mitte der Bahnstrecke Berlin–Hamburg und hat als Eisenbahnknoten überregionale Bedeutung.
Im Jahr 2000 nutzen etwa 5000 Fahrgäste den von rund 100 Reisezügen bedienten Bahnhof. Der Bahnhof war lange Zeit derjenige mit den meisten Fernverkehrs-Fahrgästen in Brandenburg.
Um 2020 wurden insgesamt rund 5000 Fahrgäste und Besucher pro Tag sowie rund 180 Ankünfte und Abfahrten pro Tag gezählt. Die Zahl der Fahrgäste wurde 2023 mit rund 3700 pro Tag angegeben.

## Infrastruktur

### Streckenanbindungen
Der Bahnhof wurde 1846 am Streckenkilometer 126 der Bahnstrecke Berlin–Hamburg errichtet. 1851 wurde die Strecke Wittenberge–Stendal eröffnet. Ab 1870 verlief von hier die Zweigstrecke Wittenberge–Buchholz, die nach Nordwesten über die Dömitzer Elbbrücke und über Dannenberg (Elbe) nach Buchholz in der Nordheide führte. Damit wurde der Bahnhof Wittenberge zum wichtigen Eisenbahnknoten zwischen Berlin und Hamburg.

### Empfangsgebäude
Das Empfangsgebäude des damaligen Keilbahnhofs wurde 1846 zwischen den westlich gelegenen Gleisen der Magdeburger Strecke und den östlichen Gleisen der Berlin-Hamburger Bahn angelegt. Es handelt sich um ein zweigeschossiges und dreiachsiges Gebäude in klassizistischem Stil. Der Architekt war Friedrich Neuhaus, der auch weitere Bahnhofsgebäude, unter anderem den Hamburger Bahnhof in Berlin und den Bahnhof Hagenow Land, entwarf.
1889 und auch 1923 wurde das Gebäude erweitert.
Die kommunale Wohnungsbaugesellschaft plante 2018, das Empfangsgebäude zu kaufen und zu sanieren. Die Sanierung des seit Jahren leerstehenden Gebäudes wurde Mitte 2023 begonnen und soll 2027 abgeschlossen werden.

### Zugang und Bahnsteige
Der Bahnhof liegt etwa 1,3 Kilometer vom Stadtzentrum entfernt am östlichen Rand der Stadt Wittenberge. Bis zum Umbau der Gleisanlagen 2004–2007 war das  Empfangsgebäude nur von Süden nach dem Überqueren einer Brücke in Verlängerung der Bahnstraße zu erreichen. Durch den Wegfall des westlichen Hausbahnsteigs ist das Gebäude nun von Westen her über mehrere direkt anstoßende Straßen erreichbar. Die Bahnsteigkante des nördlichen Hausbahnsteigs hat nach dem bis 2004 erfolgten umfangreichen Umbau eine Länge von 340 Metern bei einer Höhe von 55 Zentimetern, weitere etwa 60 Meter Bahnsteigfläche im südlichen Teil liegen nicht direkt an den Durchfahrtsgleisen.
Vom mittleren Bereich des Empfangsgebäudes erstrecken sich in Richtung Norden zwei weitere Inselbahnsteige von 405 Meter Länge bei einer Höhe von jeweils 76 Zentimetern. Sie sind durch eine 65 Meter lange Unterführung mit dem Hausbahnsteig verbunden.
Eine barrierefreie Zugänglichkeit wird mit einer Rollstuhlrampe neben den drei straßenseitigen Treppenstufen entlang des Empfangsgebäudes und für die Inselbahnsteige durch Aufzüge neben den Treppenzugängen erreicht.

### Bahnbetriebswerk
Im Süden des Bahnhofs wurde bereits mit dem Bau der Strecke Berlin–Hamburg 1846 ein Werkstattgebäude errichtet, das im Laufe der Zeit zum Bahnbetriebswerk erweitert wurde. Es war wegen der Lage auf halber Strecke zwischen Berlin und Hamburg wichtig für die Wartung, Bereitstellung und den Wechsel von Lokomotiven. 1872 wurde dort ein Ringlokschuppen nebst Drehscheibe errichtet. Nördlich angrenzend kam 1889 ein weiterer, größerer Ringlokschuppen mit 16 Ständen hinzu, der noch erhalten ist und restauriert wird. Er wird seit Mitte 2012 von den Dampflokfreunden Salzwedel als Eisenbahnmuseum genutzt.
Wiederum daran anschließend befindet sich ein Rechteckschuppen mit ehemals sechs, heute noch fünf Lokomotiv-Ständen, der 2010 von der Schienenfahrzeugbau Wittenberge als Werkstattgebäude erworben wurde. Zwei Wassertürme sind heute noch erhalten, davon ist einer noch betriebsfähig. Bis 1987 waren hier Dampflokomotiven stationiert. Mit der 1997 abgeschlossenen Elektrifizierung der Strecke und dem vergleichsweise wartungsarmen Elektrolok-Betrieb verlor das Bahnbetriebswerk weitgehend seine vormalige Bedeutung.

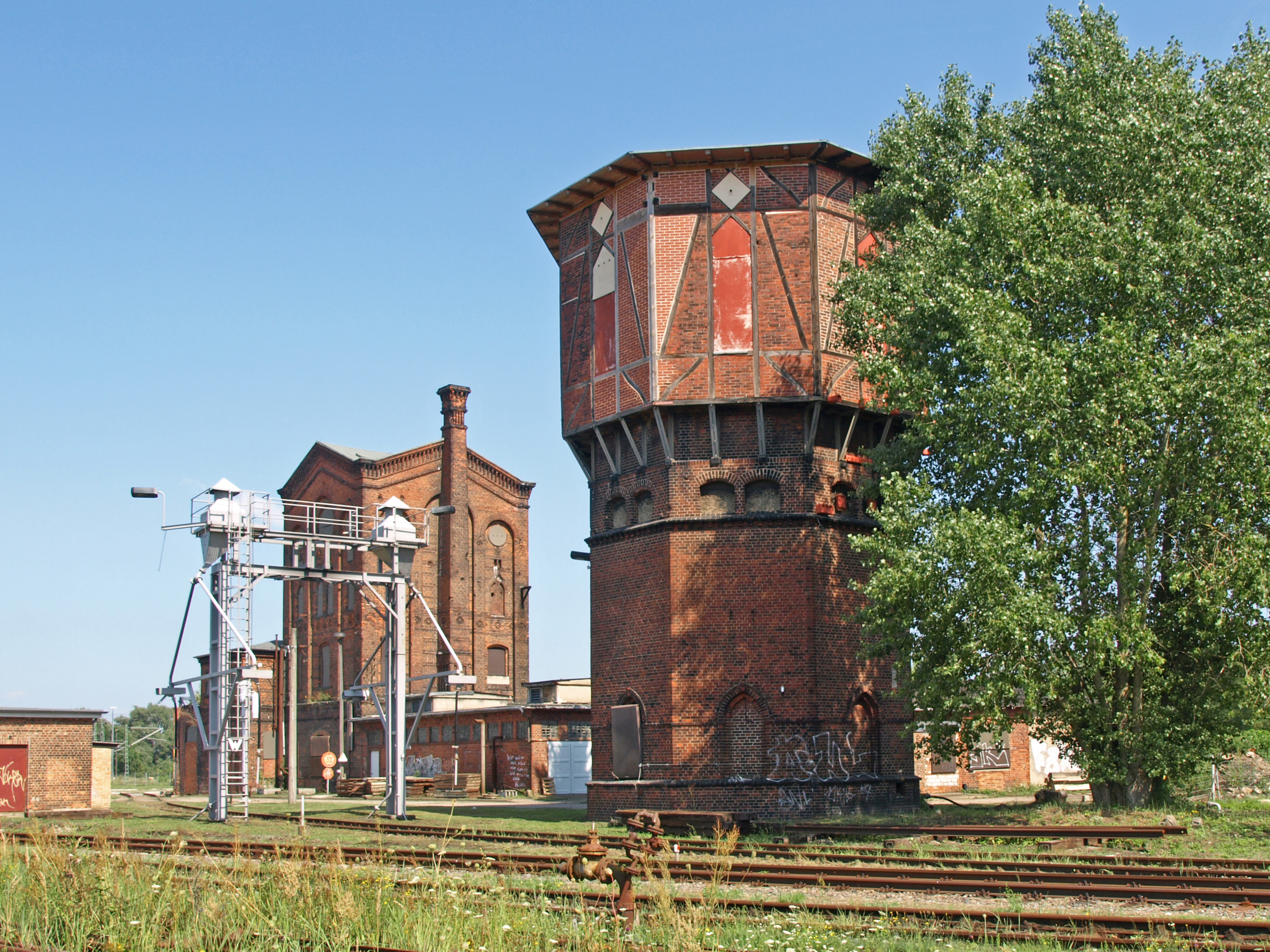
Wasserturm des Bahnbetriebswerks Wittenberge
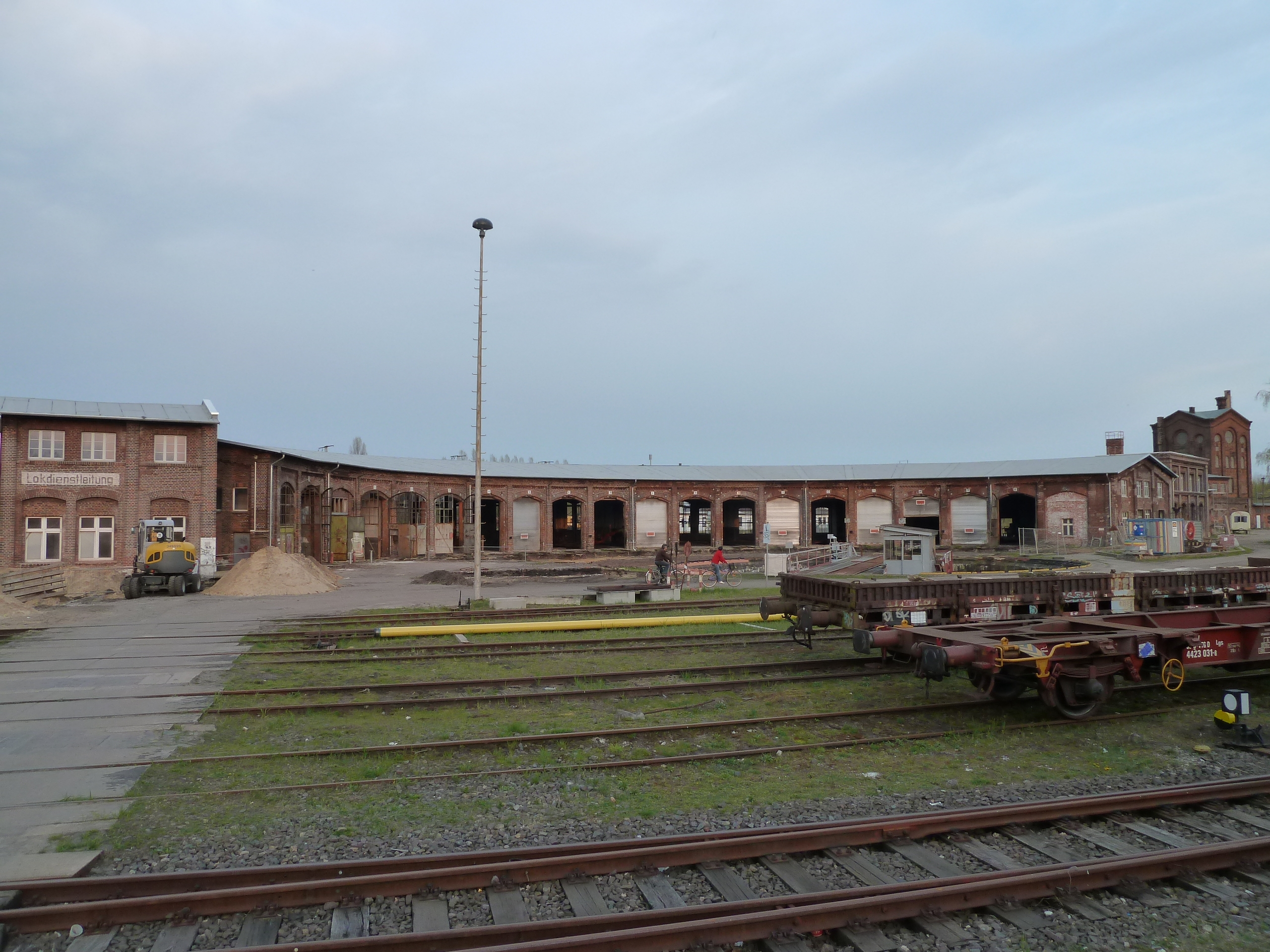
Rundlokschuppen im April 2012
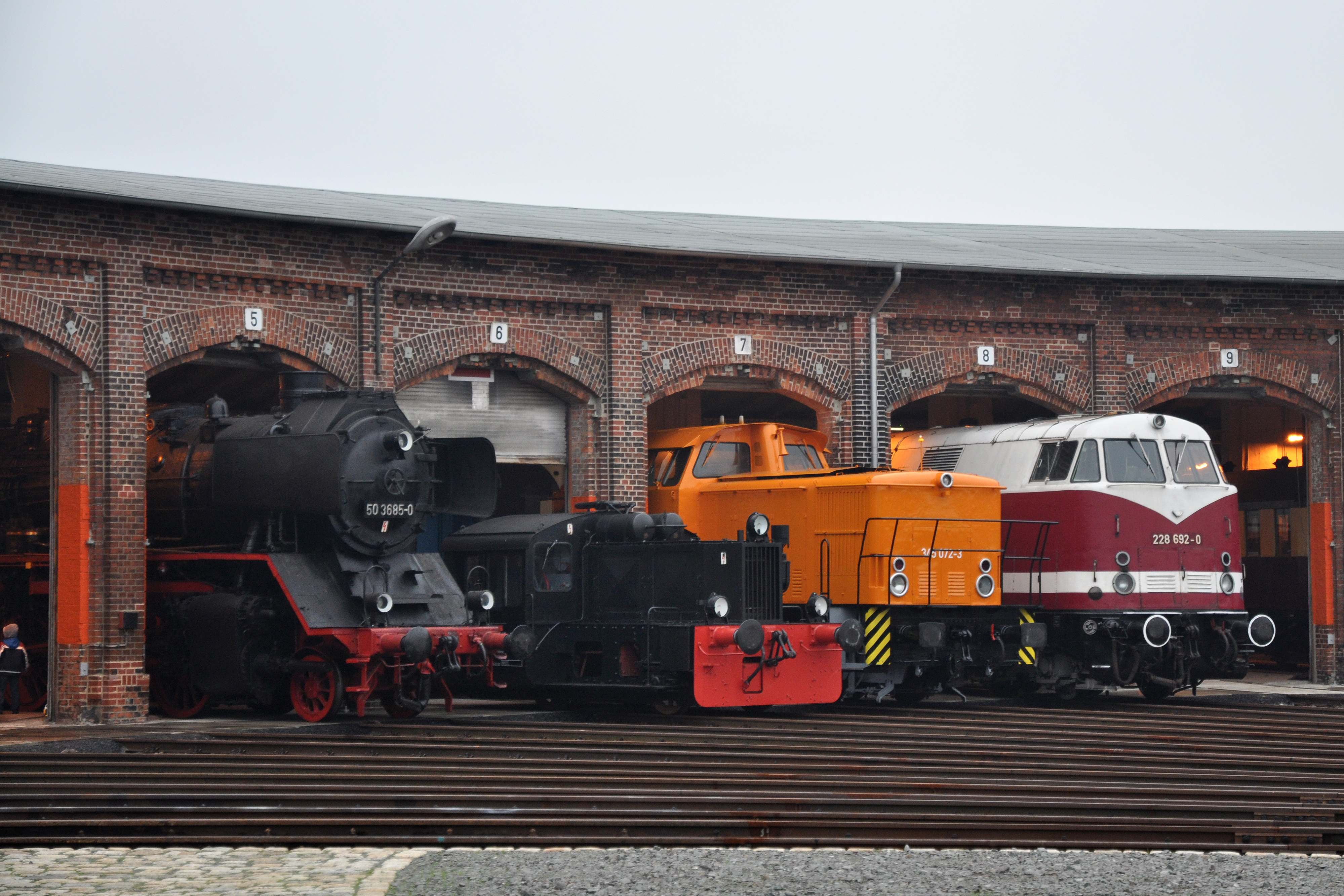
Fahrzeuge im Bw Wittenberge
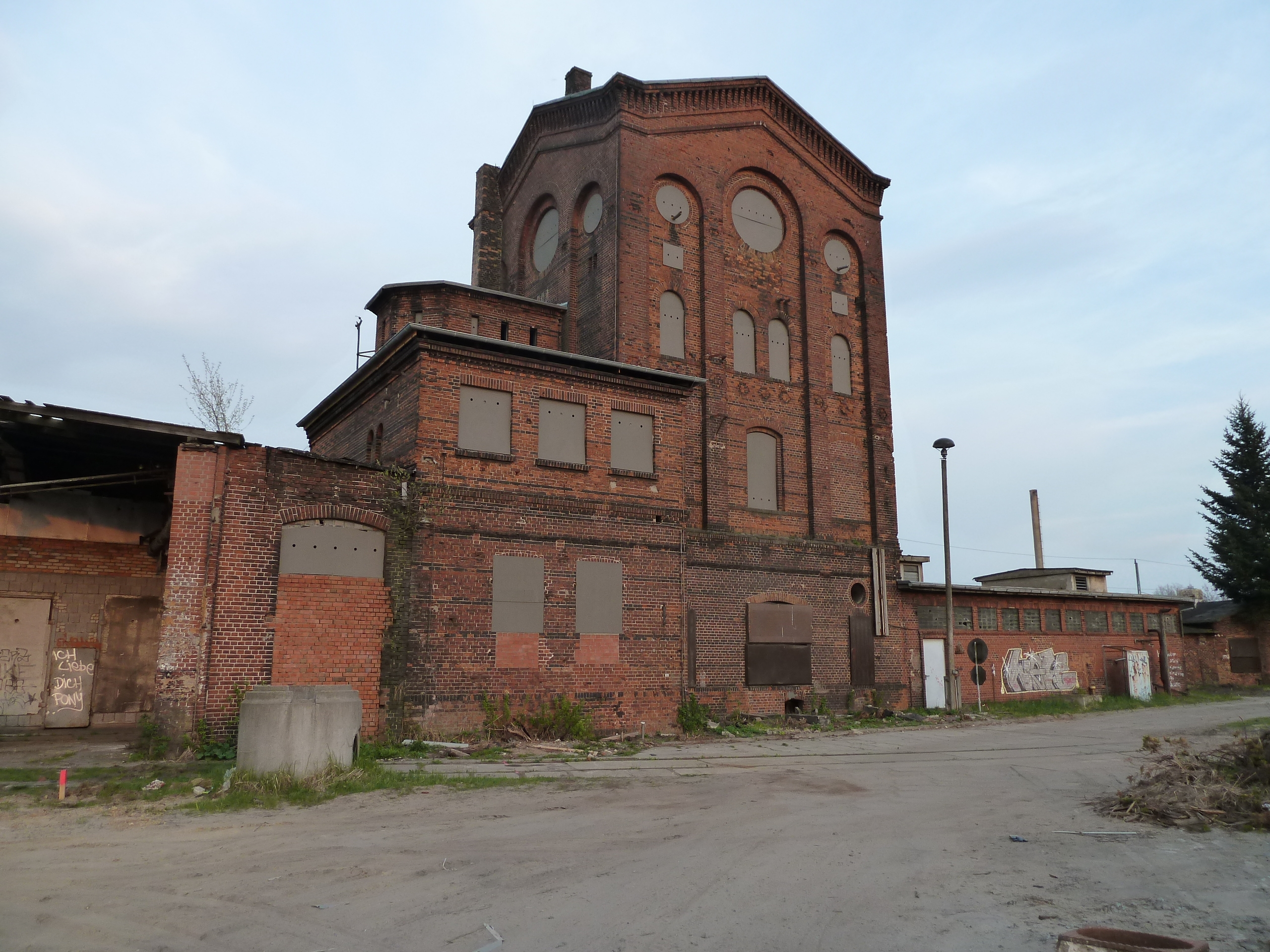
Verwaltungsgebäude des Bw Wittenberge
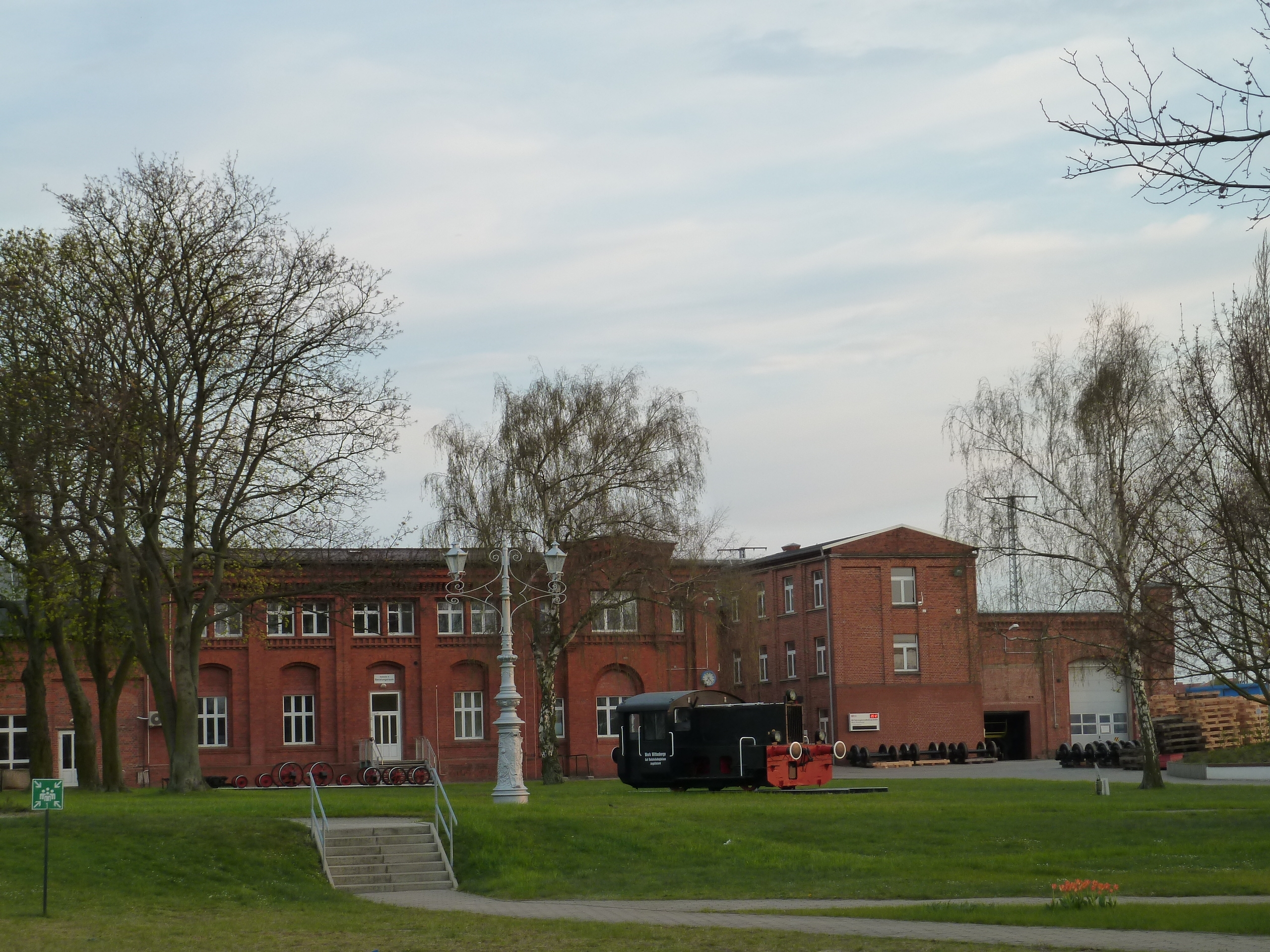
Vorplatz des Bw Wittenberge

### DB-Werk Wittenberge

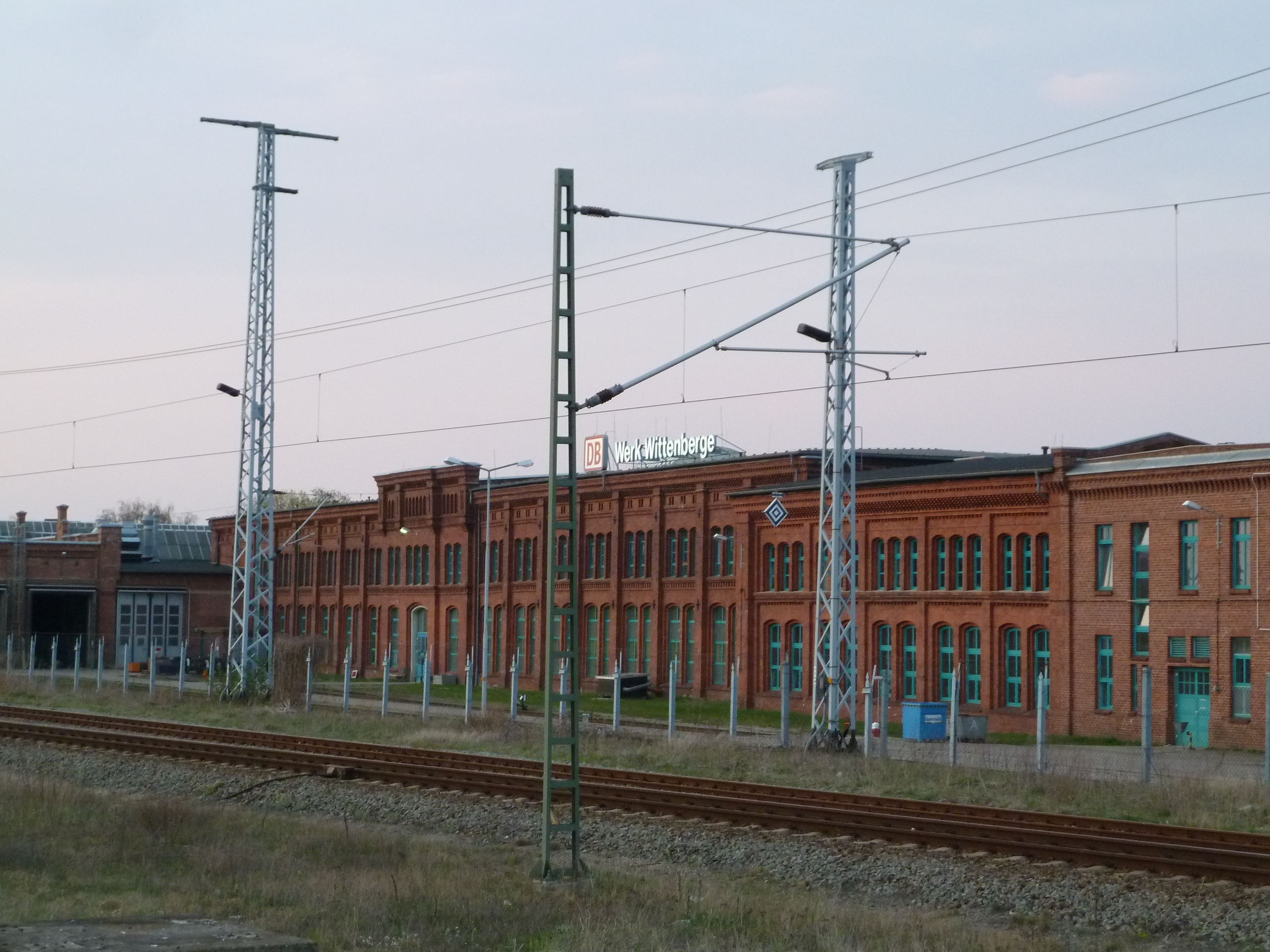
DB Werk Wittenberge, Werkshalle, April 2012

1875 begann die Berlin-Hamburger Eisenbahngesellschaft in Wittenberge den Bau einer „Eisenbahn-Hauptwerkstatt“, die am 2. Januar 1876 in Betrieb genommen wurde. Ein Jahr später war die Hauptwerkstatt für 141 Lokomotiven, 246 Personenwagen und 2779 Güterwagen, ferner bis 1924 für die Unterhaltung der Weichen zuständig.
Nach der Gründung der Deutschen Reichsbahn 1920 wurde die Wittenberger Hauptwerkstatt als Reichsbahnausbesserungswerk (RAW) geführt; sie war dabei der Reichsbahndirektion Altona unterstellt.
Ab 1928 wurden im RAW Wittenberge auch Triebwagen mit Verbrennungsmotor repariert und ab 1932 die Schnelltriebwagen der Reichsbahn gewartet. Die Landfläche der Anlage auf der östlichen Seite der Strecke gegenüber dem Empfangsgebäude umfasste zu dem Zeitpunkt 244.000 Quadratmeter mit 22 Kilometern Gleisanlagen, wovon 52.000 Quadratmeter bebaut waren.
In der DDR-Zeit betrieb das RAW eine Betriebsberufsschule für die Ausbildung von Triebfahrzeug- und Wagenschlosser, auch mit Abiturabschluss. Auch der Sektor Gleisbau und Betriebs- und Verkehrseisenbahner wurde auch an der Betriebsschule Wiethold Schubert ausgebildet. Für die Auszubildenden der Berufsschule gab es drei Wohnheime.
Im September 2017 nahm die DB Fahrzeuginstandhaltung nach 24 Monaten Bauzeit eine neue Radsatzwerkstatt in Betrieb, in die 20 Millionen Euro investiert wurden, um künftig mehr Laufradsätze für die ICE-Flotte aufarbeiten zu können. In der Wittenberger Radsatzfertigung arbeiten circa 110 Mitarbeiter. Jährlich verlassen mehr als 10.000 Radsätze das Werk (Stand 2017).

### Unterwerk Wittenberge
1987 wurde 600 Meter südlich vom Empfangsgebäude, in dem nach Osten hinwendenden Gleisbogen an der Bad Wilsnacker Landstraße ein Unterwerk des Typs Dezentrale Umformer-/Umrichterwerke errichtet und mit der Fahrleitung verbunden.

## Ausbau
Der Bahnhof Wittenberge wurde im Rahmen des Ausbaus der Berlin-Hamburger Bahn seit 2000 umfassend saniert. Er verlor dabei seine Eigenschaft als Inselbahnhof. Alle Gleise finden sich nun auf der östlichen Seite des Empfangsgebäudes. Die so genannte „Magdeburger Seite“ verlor ihre Gleise, die Strecke aus Richtung Stendal wurde südlich des Gebäudes auf die Berliner Seite verschwenkt. Dabei wurde auch die Gleisanzahl deutlich reduziert. Im Rahmen der Bauarbeiten wurden 280.000 Tonnen Erde bewegt, rund 22 Kilometer Gleis erneuert, 120 Weichen aus- sowie 42 eingebaut und 32 Kilometer Oberleitung erneuert.
Die Durchfahrgeschwindigkeit in Richtung Berlin wurde von 70 km/h (im Jahr 1996) auf 160 km/h erhöht; eine Erhöhung auf 197 km/h wäre unter Ausnutzung der ICE T-Neigetechnik möglich. Die Deutsche Bahn hat jedoch auf die Nutzung des bogenschnellen Fahrens bei Geschwindigkeiten über 160 km/h verzichtet. In Richtung Hamburg liegt die zulässige Geschwindigkeit im Bahnsteigbereich bei 200 km/h. Nach anderen Angaben waren vor Beginn des Umbaus abschnittsweise nur 30 km/h zulässig. Durch den Umbau sollten die Betriebskosten gesenkt, das Umsteigen vereinfacht und 18 Hektar Flächen zur städtebaulichen Entwicklung freigesetzt werden.
Mitte 1997 lief das Planfeststellungsverfahren. Der Baubeginn war im gleichen Jahr geplant. Die geplanten Kosten lagen Anfang 1997 bei rund 110 Millionen DM. Insgesamt wurden 76 Millionen Euro investiert, darunter sieben Millionen Euro in neue Bahnsteige.
Am 30. August 2000 wurde unter Anwesenheit des damaligen Bundeskanzlers Gerhard Schröder der Baubeginn gefeiert. Der Umbau sollte 152 Mio. DM (78 Mio. Euro) kosten. Die Eröffnung des umgebauten Bahnhofs erfolgte am 24. August 2004, ebenfalls unter Anwesenheit von Bundeskanzler Schröder.
Im Rahmen der ab Mitte 2025 geplanten Generalsanierung soll ein zusätzlicher Bahnsteig auf der Ostseite (an Gleis 7) entstehen und weitere Weichenverbindungen nachgerüstet werden.

## Verkehrsanbindung
Der Bahnhof wird sowohl von IC/EC-Zügen der DB Fernverkehr, als auch von Nahverkehrszügen von DB Regio und der Ostdeutschen Eisenbahn bedient. Die meisten ICEs passieren den Bahnhof ohne Halt. Vereinzelte Busse verkehren als „Arendsee-Express“ nach Salzwedel über Arendsee. Die Linie war nach der Abbestellung der Züge auf der Bahnstrecke Salzwedel–Geestgottberg eingerichtet worden. Der Bahnhof wird von folgenden Linien bedient:
| Linie                    | Linienverlauf | Linienverlauf | Takt (min)                                       | EVU              |
| ------------------------ | --- | --- | ------------------------------------------------ | ---------------- |
| ICE 28                   | Hamburg Hbf – Ludwigslust – Wittenberge – Berlin Hbf – Erfurt Hbf – München Hbf                                                       | Hamburg Hbf – Ludwigslust – Wittenberge – Berlin Hbf – Erfurt Hbf – München Hbf                                                       | einzelne Züge                                    | DB Fernverkehr   |
| EC 27                    | Hamburg Hbf – Ludwigslust – Wittenberge – Berlin Hbf – Dresden Hbf – Praha (– Bratislava – Budapest)                                  | Hamburg Hbf – Ludwigslust – Wittenberge – Berlin Hbf – Dresden Hbf – Praha (– Bratislava – Budapest)                                  | 120                                              | DB Fernverkehr   |
| IC 57                    | Leipzig Hbf – Halle (Saale) Hbf – Magdeburg Hbf – Stendal Hbf – Wittenberge – Ludwigslust – Schwerin Hbf – Rostock Hbf (– Warnemünde) | Leipzig Hbf – Halle (Saale) Hbf – Magdeburg Hbf – Stendal Hbf – Wittenberge – Ludwigslust – Schwerin Hbf – Rostock Hbf (– Warnemünde) | ein Zug Ri. Rostock, zwei Züge Ri. Leipzig       | DB Fernverkehr   |
| RE 6                     | Wittenberge – Pritzwalk – Wittstock (Dosse) – Neuruppin – Hennigsdorf (b Berlin) – Berlin-Spandau – Berlin-Charlottenburg             | Wittenberge – Pritzwalk – Wittstock (Dosse) – Neuruppin – Hennigsdorf (b Berlin) – Berlin-Spandau – Berlin-Charlottenburg             | 60                                               | DB Regio Nordost |
| RE 8                     | Wismar – Schwerin Hbf – Ludwigslust – Wittenberge – Nauen – Berlin-Spandau – Berliner Stadtbahn – Flughafen BER                       | Wismar – Schwerin Hbf – Ludwigslust – Wittenberge – Nauen – Berlin-Spandau – Berliner Stadtbahn – Flughafen BER                       | 120 (Wismar–Wittenberge) 60 (Wittenberge–Berlin) | ODEG             |
| S 1                      | Wittenberge – Osterburg – Stendal – Tangerhütte – Magdeburg Hbf – Schönebeck-Bad Salzelmen                                            | Wittenberge – Osterburg – Stendal – Tangerhütte – Magdeburg Hbf – Schönebeck-Bad Salzelmen                                            | 60 (Mo–Fr) 120 (Sa–So)                           | DB Regio Südost  |
| Stand: 15. Dezember 2024 | | |                                                  |                  |

## Bahnhof Wittenberge im Zweiten Weltkrieg
Am 22. Februar 1945 war der Bahnhof Wittenberge eines der über 40 Ziele der weiträumig angelegten alliierten Operation Clarion gegen Verkehrsziele in Deutschland. Die 8. US-Luftflotte traf in Wittenberge jedoch vorwiegend Wohngebiete. Im Bahnbereich wurden nur das Stellwerk Wik und die Gleisanlagen der Bahnstrecke nach Lüneburg zerstört. Unter den 32 Toten des Angriffs waren drei Eisenbahner.